# Heinz Grohmann (Statistiker)
Heinz Grohmann (* 21. Februar 1921 in Dresden; † 6. Dezember 2018 in Kronberg) war ein deutscher Statistiker und Demograph.
Heinz Grohmann lehrte von 1970 bis 1987 als Professor für Statistik an der Johann Wolfgang Goethe-Universität in Frankfurt. 2006 wurde Grohmann das Bundesverdienstkreuz 1. Klasse verliehen. Grohmann war Ehrenmitglied der Deutschen Statistischen Gesellschaft, des Verbands Deutscher Städtestatistiker, der Deutschen Gesellschaft für Demographie und der Frankfurter Wirtschaftswissenschaftlichen Gesellschaft.
Seit 2011 wird auf der Jahrestagung der Deutschen Statistischen Gesellschaft die Heinz-Grohmann-Vorlesung gehalten.

## Werke (Auswahl)
- Vom theoretischen Konstrukt zum statistischen Begriff – Das Adäquationsproblem. In: Allgemeines Statistisches Archiv. Band 69, 1985, S. 1–15.
- Die statistische Adäquation als Postulat einer sachgerechten Abstimmung zwischen Theorie und Empirie. In: K.-D. Freimann, A. E. Ott (Hrsg.): Theorie und Empirie in der Wirtschaftsforschung (= Schriftenreihe des Instituts für Angewandte Wirtschaftsforschung. Band 44). Tübingen 1988, S. 25–42.
- Die Frankfurter Schule der Sozialwissenschaftlichen Statistik und der Sonderforschungsbereich 3. In: Bertram Schefold (Hrsg.): Wirtschafts- und Sozialwissenschaftler in Frankfurt am Main – Von der Handelshochschule zum hundertjährigen Jubiläum der Universität. Metropolis, Marburg 1989, S. 266–278.
- Statistik als Instrument der empirischen Wirtschafts- und Sozialforschung – Eine methodologische Betrachtung aus der Sicht der Frankfurter Schule der sozialwissenschaftlichen Statistik. In: Jahrbücher für Nationalökonomie und Statistik. Band 220, Nr. 6, 2000, S. 669–688, doi:10.1515/jbnst-2000-0605.